# Morbid Mind
Morbid Mind ist eine Band aus Berlin, die seit 1997 aktiv ist und auf zahlreiche Konzerte, eine Demo-CD sowie zwei Alben zurückblicken kann.

## Bandgeschichte
Morbid Mind wurden im Jahr 1997 von den beiden Gitarristen Markus und Manu gegründet, die sich mit ihrem Musikgeschmack in ihren bisherigen Bands nicht mehr gut aufgehoben fühlten und stattdessen Metal spielen wollten. Im selben Jahr wurde das Line-up durch Marco am Schlagzeug, Rafa am Bass und Jonas als Sänger komplettiert.
Schon nach dem ersten Konzert 1997 änderte sich die Besetzung und Eppi ersetzte Marco am Schlagzeug. 1998 folgte die erste selbstbetitelte Demo-CD, die insgesamt vier Songs enthielt. Im selben lineup wurde zwei Jahre später das Debüt-Album Mindless aufgenommen, das die Band in Eigenregie vertrieb und das mit zehn Songs als erster vollwertiger Tonträger gewertet werden kann.
Fünf Jahre und zahlreiche Konzerte später ging die Band in das Landhaus Tonstudio, um beim Ex-Dreadful-Shadows-Drummer Ron Thiele das Album Ragin' Deep Inside aufzunehmen, mit dem die Band auch beim Berliner Plattenlabel Rabazco einen Plattenvertrag zu unterschreiben.
Kurz vor der Veröffentlichung von Ragin' Deep Inside beschloss Rafa, die Band zu verlassen und wurde durch Ben, den früheren Bassisten der Berliner Punkrock-Band Cueball ersetzt. Im neuen Lineup spielte die Band die "Capital Punishment"-Tour mit 20 Konzerten überall in Deutschland, um Ragin' Deep Inside zu bewerben.
Im April 2009 veröffentlicht die Band ihr Album Deadly Incorporated, das erneut im Landhaus Tonstudio aufgenommen wurde. Ron Thiele unterstützte die Band dieses Mal bei den Aufnahmen als beratender Produzent. Als Gastsängerin konnte Christine "Chrissy" Dotterweich von der Berliner Band Berliner Bombenchor verpflichtet werden. Cosimo Binetti, Gitarrist der italienischen Band The Dogma spielte ein Gitarrensolo zum Song Talk to the Hand ein. Deadly Incorporated erschien auf dem neuen Label All-In Sound, das mit dem Vertrieb Neo/Sony BMG zusammenarbeitete. Direkt nach der Veröffentlichung löste sich die Band auf.

## Diskografie
- 1998: Morbid Mind (Demo)
- 2000: Mindless (Album)
- 2005: Ragin' Deep Inside (Album)
- 2009: Deadly Incorporated (Album)